# Дом со слонами
Дом со слонами — бывшая дача Константина Головкина, располагающаяся в Самаре по адресу: улица Советской Армии, 296. Памятник архитектуры, объект культурного наследия Российской Федерации. Здание в стиле модерн. Построено в 1908—1909 годах.

## История
Дом построен по совместному проекту самого Головкина и архитектора Валентина Владимировича Тепфера в 1908—1909 годах. В краеведческих записках 1920-х единственным автором постройки Головкин указывает себя. Скульптор Василий Петрович Акимов, служивший мальчиком у Головкина и хорошо знакомый с его творчеством, так описывал работу владельца над проектом дачи: 

«Когда он (Головкин) задумывал строить дачу, то делал всё сам; рисовал эскизы в карандаше, десятками вырезал из бумаги, неоднократно клеил макеты, строжайшим образом проверяя пропорции и бесконечно бракуя, пока не достигал желаемого. Все макеты, которые я у него видел, были изумительно продуманы и интересны каждый по-своему. Многие из них были уничтожены и заменены новыми. Работоспособность у него была колоссальная».
После революции семья Головкиных покинула Самару, передав дачу новой власти в надежде на то, что в здании разместится детский дом. Однако советская власть распорядилась иначе. Недолгое время в здании был госпиталь, потом детский сад.
В 1929 году дачу передали «Водоканалу», который устроил в ней клуб. Новые владельцы провели центральное отопление, в результате чего стал проседать фундамент, в стенах появились трещины. Интерьер помещений был разрушен, ничего не осталось от прежнего великолепия.
В середине 1990-х был проведён ремонт здания. Здание ограждено забором, проход на территорию запрещён из-за ведомственной принадлежности здания (территория муниципального предприятия «Самараводоканал»).
С домом связаны ничем не подтверждённые легенды о девушке, покончившей жизнь самоубийством из-за несчастной любви, по другой версии — любовнице Головкина, по третьей версии — его умершей дочери. Также существует история, что в 1930—1940-х годах планировалось взорвать скульптуры слонов.
В 2021 году началась реконструкция здания с целью восстановить его первоначальный вид. Работы были завершены в 2024 году, 7 сентября состоялось торжественное открытие отреставрированного комплекса. Одно из помещений отдали школе молодого архитектора «АрхСлон» при Самарском государственном техническом университете, в нескольких других расположился музей.

## Архитектурные особенности
Специалисты отмечают нетипичность дачи для русской архитектуры начала XX века и тем более для российского провинциального модерна. В архитектуре чётко просматривается влияние архитектуры венского сецессиона. В архитектурной энциклопедии Барановского начала XX века встречаются проекты, отдалённо напоминающие элементы дачи Головкина — в частности, опубликованный в 4-м томе энциклопедии проект виллы в Вене, спроектированный Эрихом Гешоффом (Erich Geschoff).
Многим современникам архитектура дачи понравилась, но не всем. Например, художник Г. П. Подбельский говорил, что дом напоминал ему макет какой-то игрушки модернистского стиля.
Неотъемлемая часть комплекса дачи Константина Головкина — скульптуры слонов перед фасадом, выходящим к Волге, давшие постройке народное название «дача со слонами», и женская скульптура у южного фасада. Два больших слона были изготовлены по эскизам самого Головкина и установлены так, чтобы их было хорошо видно с проплывающих по Волге судов. По воспоминаниям Евгении Головкиной-Овсянниковой, Константин Павлович участвовал в изготовлении скульптур, которые ваялись в большом сарае на улице Садовой. Изготовленные из цемента животные пустотелые. По воспоминаниям жены Головкина, купец заложил в одного из слонов документы и фотографии, связанные со строительством дачи. В изготовлении фигур принимал участие и 16-летний Василий Петрович Акимов — в будущем известный куйбышевский скульптор.
В советские годы была проведена реконструкция главного фасада, изменившая облик этой части здания. Прилегающая к фасаду веранда была застроена. Также после реконструкций и пожара утрачен первоначальный интерьер дачи, тщательно продуманный и реализованный Головкиным. Стены во всех комнатах были разных цветов, а гостиная была украшена картинами хозяина. Он изобразил летящие женские фигуры в развевающихся одеждах.
На территории имеется фонтан.